# NGC 7453
NGC 7453 is een groep van 3 sterren in het sterrenbeeld Waterman. Het hemelobject werd op 7 november 1860 ontdekt door de Duits-Amerikaanse astronoom Christian Heinrich Friedrich Peters.